# Theodore von Laue
Theodore von Laue (ur. 1916, zm. 2000) – amerykański historyk niemieckiego pochodzenia, sowietolog.

## Życiorys
Był synem Maxa von Laue, laureata Nagrody Nobla w dziedzinie fizyki w 1914 roku. W 1937 wyemigrował do USA. Doktorat w Princeton. Od 1970 profesor Clark University w Worcester. W książce Why Lenin? Why Stalin? A reappraisal of the Russian revolution, 1900-1930 postawił tezę, że rewolucja bolszewicka była podobna do tej, którą zaprowadził wcześniej w Rosji Piotr Wielki. Było to zaprowadzenie nowego porządku, aby w jedyny sposób opanować zacofane i zanarchizowane społeczeństwo rosyjskie. Według historyka system sowiecki karykaturą systemów zachodnich, najlepszą w rosyjskich warunkach kopią.

## Wybrane publikacje
- Sergei Witte and the Industrialization of Russia, New York 1963.
- Why Lenin? Why Stalin? A reappraisal of the Russian revolution, 1900-1930, Philadelphia: J. B. Lippincott 1964.